# Замошье (Ельнинский район)
Замо́шье   — деревня  в Ельнинском районе Смоленской области России. Входит в состав Коробецкого сельского поселения.
По состоянию на 2007 год постоянного населения не имеет 

## География
Расположена в юго-восточной части области  в 31 км к северо-востоку от города Ельня, в 4,5 км к северо-западу от границы с Калужской областью. 

## История
Входила в состав Мазовского сельского поселения с 2004 года по 2017. С  5 июня 2017 года в состав Коробецкого сельского поселения.

## Население
1. Н/Д[4]

1. Н/Д[5]

## Достопримечательности
- Скульптура на братской могиле 680 советских воинов и партизан, павших в боях с гитлеровскими войсками  [6].

## Транспорт
В 10 км южнее деревни железнодорожная станция 475-й км на линии Смоленск  - Сухиничи. 